# Painkiller (Band)
Painkiller (auch Pain Killer) war ein Musikprojekt um die amerikanischen Avantgarde-Musiker John Zorn und Bill Laswell. Die Gruppe kombinierte Avantgarde-Jazz mit Einflüssen aus Grindcore und Ambient. Dem 1994er Album Execution Ground wird eine Vorreiterrolle für den Avantgarde Metal zugesprochen.

## Geschichte
John Zorn hatte begonnen, die Grindcore-Szene zu beobachten und plante, die Intensität dieser Musik mit Jazz zu kombinieren. Deshalb gründete er 1991 zusammen mit Bill Laswell und Mick Harris, einem ehemaligen Schlagzeuger der Grindcore-/Death-Metal-Band Napalm Death, das Projekt Painkiller. Ursprünglich nur als Experiment im Geiste von Bands wie Naked City gedacht, entwickelte Painkiller eine neuartige Kombination aus Ambient, Elektro und Dub. In den Jahren 1991 und 1992 wurden jeweils zwei Studioalben beim britischen Independent-Label Earache Records veröffentlicht. Besonderen Erfolg hatte das Projekt in Japan, wo das Trio bei ihren Liveauftritten mit verschiedenen japanischen Musikern kollaborierte. Eine Show aus dem Jahr 1991 in Tokio mit Keiji Haino als Gastgitarrist und -sänger erschien 1993 unter dem Titel Ritual, eine Live-Aufnahme in Osaka erschien 1995 auf der japanischen Version des ursprünglich 1994 veröffentlichten Albums Execution Ground bei dem Label Toy’s Factory. An einigen späteren Auftritten nahm Mike Patton als Gastsänger teil. Nachdem Harris 1995 Painkiller verließ, um sich vollständig auf seine Soloprojekte zu konzentrieren, löste sich die Gruppe auf. In der Folgezeit reformierten Zorn und Laswell die Band für einige wenige Liveauftritte, so 2003 mit Hamid Drake am Schlagzeug anlässlich des 50. Geburtstages von Zorn. Das Konzert vom 6. September 2003 wurde 2005 von Tzadik unter dem Titel 50th Birthday Celebration, Vol. 12 veröffentlicht. Auf dem 2013 veröffentlichten und 2004–05 bei einer Europa-Tour aufgenommenen Album The Prophecy spielte der Japaner Tatsuya Yoshida Schlagzeug.

## Diskografie
- Guts of a Virgin (Earache, 1991)
- Buried Secrets (Earache, 1992)
- Rituals: Live in Japan (Toy’s Factory Records, 1993)
- Execution Ground (Subharmonic, 1994)
- The Complete Studio Recordings 1991-1994 (Tzadik, Kompilation 1998)
- Talisman: Live in Nagoya 1994 (Tzadik, 2002)
- 50th Birthday Celebration, Vol. 12 (Tzadik, 2005)
- The Prophecy (Tzadik, 2013)